# География на Нигерия
Нигерия е държава в Западна Африка, край брега на Гвинейския залив на Атлантическия океан. На запад Нигерия граничи с Бенин (дължина на границата – 773 km), на север – с Нигер (1497 km), на североизток – с Чад (87 km), а на изток – с Камерун (1690 km). Общата дължина на сухоземните граници (в т.ч. речни и езерни) е 4047 km. На юг се мие от водите на Гвинейския залив на Атлантическия океан с дължина на бреговата ивица 853 km. Бреговете на океана са предимно ниски, плоски, пясъчни, с множество лагуни. В западната си част покрай бреговата линия се простира верига от пясъчни коси, отделящи от океана множество лагуни, най-голяма от които е лагуната Лагос. Страната има форма на трапец, като от североизток на югозапад Нигерия се простира на 1450 km, а от север на юг – на 1040 km. В тези си граници заема площ от 923 768 km². Населението към 1.1.2020 г. възлиза на 206 630 000 души (най-многолюдната страна в Африка). Столица е град Абуджа.
Територията на Нигерия се простира между 4°16′ и 13°53′ с.ш. и между 2°41′ и 14°41′ и.д. Крайните точки на страната са следните:
- крайна северна точка – 13°53′ с.ш., на границата с Нигер;
- крайна южна точка – 4°16′ с.ш., нос Палм, на брега на Гвинейския залив на Атлантическия океан, в делтата на река Нигер;
- крайна западна точка – 2°41′ и.д., на границата с Бенин;
- крайна източна точка – 14°41′ и.д., на границата с Камерун.[2]

## Релеф
На юг тясна ивица от крайбрежието е заета от акумулативна равнина. На север от нея местността се повишава, като се открояват три стъпаловидни плата: Йоруба (на запад, до 731 m), Уди (в средата, до 670 m) и Енугу (на изток, до 523 m). Най-високо разположена е средната част на Нигерия, където се издига платото Джос (1735 m). На северозапад платото постепенно се понижава и преминава в равнина, разположена в басейна на река Сокото (ляв приток на Нигер), а на североизток – в равнината Борну. На юг от платото Джос са разположени долините на реките Нигер и Бенуе. Релефът в източната част на страната, по границата с Камерун е планински (планината Адамава), като отделни върхове надхвърлят 2000 m (максимална височина връх Чапал Уади 2419 m, на границата с Камерун).

## Геоложки строеж, полезни изкопаеми
В геоложко отношение територията на Нигерия влиза в състава на Африканската платформа. Метаморфните скали на фундамента на платформата заемат над 50% от площта на страната, образувайки Дахомейско-Нигерийския масив на запад и Камерунския масив на изток. В техния строеж участват докамбрийски гнайси, магматити, амфиболити, кварцити и шисти, пронизани от гранити. Чехълът се формира от простиращите се падини Бенуе, Долен Нигер, Сокото, югозападната част на падината Чад, падините на Гвинейския залив и делтата на Нигер, запълнени с морски и континентални наслаги от долната креда до антропогена.
По крайбрежието на Атлантическия океан има големи находища на нефт и газ (Угели, Бому, Имо Ривър и др.), като запасите от нефт се изчисляват на над 2 млрд. т, а на газ – над 1 млрд. т. Находищата на каменни (запаси около 400 млн. т), лигнитни и кафяви (200 млн т) въглища са привързани основно към наслагите от горната креда и палеогена в басейна Енугу (грабена Бенуе). Находищата на ниобий (колумбит), калай, волфрам и молибден са свързани с „младите“ гранити на платото Джос. Тук се намират и големите залежи на уранова руда. На северозапад се разработват находища на злато (Бирнин Гвари и др.). В седиментите на грабена Бенуе се експлоатират находища на оловно-цинкови (Амека, Ниеба, Абакалики и др.), железни (Пати, запаси около 2 млрд. т и др.) и титанови руди.

## Климат
Климатът в по-голямата част от територията на Нигерия е екваториален, мусонен. В южните райони решаващо влияние оказва летния влажен югозападен мусон, а в северните – зимния сух и горещ североизточен пасат („харматан“). В периода на негово господство (от декември до март) температурата рязко се повишава и често има прашни бури. С настъпването на пролетта дъждовете обхващат почти цялата страна. Най-голямо количество валежи (до 4000 mm годишно) падат в делтата на Нигер и по източните части на крайбрежието. В централните части на страната годишната сума на валежите е 1000 – 1350 mm (на платото Джос – над 1500 mm). Най-малко валежи (около 500 mm) падат в крайния север и североизток. Във вътрешните райони средната температура на най-топлия месец (април или май) е от 25 до 33°С, а на най хладния (декември или януари) от 20 до 27°С. В крайбрежната равнина средната температура на най-топлия месец (март) е около 28°С, а на най-хладния (август) около 24°С.

### Води
В Нигерия най-гъста речна мрежа има в приморската равнина и на платото Джос. Приморската равнина се напоява от многочислени реки, в т.ч. и една от най-големите африкански реки – Нигер (4180 km) с левия си приток Бенуе (1400* km) и река Крос (в крайната югоизточна част). Двете реки (Нигер и Бенуе) са най-важните транспортни артерии на Нигерия. До строителството на хидровъзела „Канджи“ Нигер е бил плавателен на 800 km от устието си, като нагоре корабоплаването е било възпрепятствано от праговете Каиндижи, Патачи и др. Сега реката е плавателна по цялото си протежение на територията на Нигерия. Река Бенуе е плавателна за плитко газещи речни съдове от юли до октомври почти до горното си течение. От реките стичащи се от платото Джос най-големи са: Сокото (600 km) и Кадуна (550 km), леви притоци на Нигер; Гонгола (531 km, десен приток на Бенуе); Комадугу-Йобе (1175 km, вливаща се в езерото Чад). Делтата на река Нигер се намира в южната част на страната. Тя е една от най-големите дъгообразни, ветрилообразни речни делти в света. Крайречната зона на делтата на реката представлява крайбрежен пояс от блата, граничещи с Атлантическия океан. Блатата са покрити с растителност приливно-отливни площи, насечени от мрежа от многобройни, взаимосвързани, криволичещи ръкави.

## Почви
От юг на север в Нигерия се редуват: червено-жълти латеритни почви, заети от постоянно влажни екваториални гори; червени латеритни почви, заети от тропически гори и високотревисти савани и червено-кафяви почви, заети от сухи савани. В северните части, на юг и на запад от езерото Чад се вклиняват ареали на черни почви, заети от сухи тропични савани, блатни почви и солончаци. По крайбрежието на Гвинейския залив се простира тясна ивица от почви заети от мангрови гори, а по долините на реките са развити алувиални почви.

## Растителност
Преобладаващите типове растителност в Нигерия са тропическите гори и саванните формации. Тясна ивица по крайбрежието е заета от мангрови гори. На север те се сменят с вечнозелени тропични гори. Хищническото изсичане и примитивното земеделие през вековете са довели до това, че високите тропични гори са се съхранили главно в резерватите покрай десния бряг по долното течение на река Нигер и в долината на река Крос. Типичните представители на тези гори са: хайя (кайя), сапеле, ироко, опепе, агба, а сред лианите – каучуконосната ландолфия. На север тропичните гори се сменят със савани. В тяхната южна част има преходна ивица (т.нар. гвинейска савана) съставена от тропически гори и типична савана. Големи участъци от саваната се редуват с паркови и галерийни гори, листата на които опадват през сухия сезон на годината. Тревистата покривка на саваните достига височина от 1,5 до 4 m. Тук преобладават различни видове треви от родовете андропогон, пенизетум, образуващи гъсти формации. На отделни групи растат ниски широколистни дървета с криви стволове. По бреговете на река Нигер се срещат малки горички от ветрилообразна палма. В типичната савана, заемаща по-високите части на платата в централните части на Нигерия тревата израства много по-ниско. Тук виреят много видове акации и храсти. Срещат се също баобаб, палми дум, сейба, ветрилообразна. Крайният североизток на Нигерия е зает от т.нар. сахелска савана – преходна ивица от типичната савана към пустинната растителност на Сахара. Тук растителната покривка е рядка. През по-голямата част от годината дърветата (главно акации) и храстите са безлистни, а тревите прегарят.

## Животински свят
В саваните и саванните гори са се съхранили в малки количества слонове и носорози. От хищниците най-разпространени са леопард, чакал, дива котка, много антилопи (около 30 вида) и жирафи. Тропическите гори са царство на маймуните, сред които са се съхранили шимпанзе и горила. В блатистите райони покрай големите реки обитават хипопотами. От влечугите се срещат крокодили, различни видове гущери, змии. Огромно е количеството на различни видове насекоми, в т.ч. москити, пренасящи жълтата треска и муха цеце.

## Природни райони
Територията на Нигерия в зависимост от географската ширина, релефа, климата и растителността се поделя на 5 природни района:
- Приморска акумулативна равнина, заета от влажни вечнозелени екваториални гори;
- Платото Йоруба и платата в централната част на страната, заети от саванни ландшафти;
- Платото Джос, заето от вторична планинска савана;
- Грабените на реките Нигер и Бенуе – дълбоки и много широки долини;
- Северни сухи равнини, заети от опустинени савани.[1]

## Галерия
- Планините Мандара, по границата с Камерун
- Скалата Зума
- Водопадът Ква, щат Крос Ривър
- Река Бенуе